# Punta del Este E-Prix
Der Punta del Este E-Prix ist ein Automobilrennen der FIA-Formel-E-Meisterschaft in Punta del Este, Uruguay. Es wurde erstmals 2014 ausgetragen. Der Punta del Este ePrix 2014 war das dritte Formel-E-Rennen.

## Geschichte
Für den Punta del Este E-Prix wurde ein temporärer Rundkurs auf öffentlichen Straßen an der Atlantikküste (Playa Brava) angelegt.
Sébastien Buemi gewann das erste Rennen vor Nelson Piquet jr. und Lucas di Grassi. Auch die zweite Ausgabe gewann Buemi, dieses Mal vor di Grassi und Jérôme D’Ambrosio.
Die dritte Ausgabe, die kurzfristig als Ersatz für ein Rennen in São Paulo ausgetragen wurde, gewann Jean-Éric Vergne vor di Grassi und Sam Bird.

## Ergebnisse
| Auflage | Jahr    | Strecke        | Sieger                                | Zweiter                                         | Dritter                                         | Pole-Position                                        | Schnellste Runde                           |
| ------- | ------- | -------------- | ------------------------------------- | ----------------------------------------------- | ----------------------------------------------- | ---------------------------------------------------- | ------------------------------------------ |
| 1       | 2014/15 | Punta del Este | Sébastien Buemi (Team e.dams Renault) | Nelson Piquet jr. (China Racing Formula E Team) | Lucas di Grassi (Audi Sport ABT Formula E Team) | Jean-Éric Vergne (Andretti Autosport Formula E Team) | Daniel Abt (Audi Sport ABT Formula E Team) |
| 2       | 2015/16 | Punta del Este | Sébastien Buemi (Renault e.dams)      | Lucas di Grassi (ABT Schaeffler Audi Sport)     | Jérôme D’Ambrosio (Dragon Racing)               | Jérôme D’Ambrosio (Dragon Racing)                    | Sébastien Buemi (Renault e.dams)           |
| 3       | 2017/18 | Punta del Este | Jean-Eric Vergne (Techeetah)          | Lucas di Grassi (Audi Sport ABT Schaeffler)     | Sam Bird (DS Virgin)                            | Jean-Eric Vergne (Techeetah)                         | José María López (Dragon Racing)           |